# ريتشارد موريل
ريتشارد موريل (بالإنجليزية: Richard Morel)‏ هو دي جيه وكاتب أغاني ومغني ومنتج أسطوانات أمريكي، ولد في القرن العشرين.

## وصلات خارجية
- ريتشارد موريل على موقع ميوزك برينز (الإنجليزية)
- ريتشارد موريل على موقع ديسكوغز (الإنجليزية)